# Pulvinarisca acaciae
Pulvinarisca acaciae är en insektsart som först beskrevs av Hodgson 1968.  Pulvinarisca acaciae ingår i släktet Pulvinarisca och familjen skålsköldlöss.
Artens utbredningsområde är Sudan. Inga underarter finns listade i Catalogue of Life.